# Maahsaari
Maahsaari är en ö i Finland. Den ligger i sjön Maahjärvi och i kommunen Sankt Michel i den ekonomiska regionen  S:t Michel och landskapet Södra Savolax, i den södra delen av landet, 210 km nordost om huvudstaden Helsingfors. Öns area är 3,1 hektar och dess största längd är 370 meter i nord-sydlig riktning.